# Condado de Maryland
El condado de Maryland es el condado más meridional y oriental de los 15 que forman Liberia y tiene frontera con Costa de Marfil. Recibe su nombre del estado de Maryland, en los Estados Unidos. Se fundó como república africana en 1827 pero no obtuvo la independencia hasta 1854. En 1857, la que era entonces República de Maryland se unió a Liberia y pasó a ser un condado. 
El condado abarca unos 2297km², y su capital es Harper. En 2008, la población estimada del condado era de 135.938 habitantes.
Debido a los años de guerra civil en el país, solamente Harper, Buah y Pleebo son reconocidas como provincias. Otros incluyen también el Territorio de Sasstown.